# Entoloma griseocyaneum
Entoloma griseocyaneum (Elias Magnus Fries, 1818 ex Paul Kummer, 1871) din încrengătura Basidiomycota, în familia Entolomataceae și de genul Entoloma este o specie de ciuperci necomestibile rară și saprofită. Un nume popular nu este cunoscut. Bureții trăiesc în România, Basarabia și Bucovina de Nord pe sol calcaros în grupuri mici prin iarbă și trifoi, în pajiști, pe pășuni, în parcuri și la margini de pădure adesea pe lângă pini de pădure și ienupări. Apar de la câmpie până la zonele subalpine din iunie până în octombrie (noiembrie).

## Taxonomie

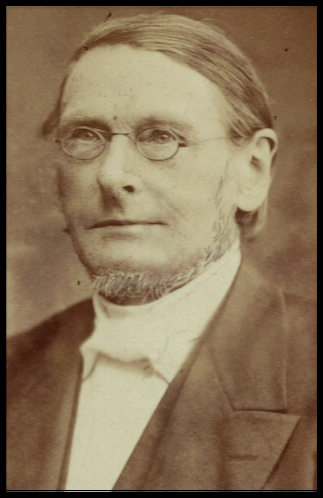
P. Kummer

Numele binomial a fost determinat de renumitul savant suedez Elias Magnus Fries în volumul 2 al operei sale Observationes mycologicae din 1818.
Apoi, în 1871, micologul german Paul Kummer a transferat specia la genul Entoloma sub păstrarea epitetului, de verificat în marea sa operă Der Führer in die Pilzkunde: Anleitung zum methodischen, leichten und sicheren Bestimmen der in Deutschland vorkommenden Pilze mit Ausnahme der Schimmel- und allzu winzigen Schleim- und Kern-Pilzchen, fiind numele curent valabil (2021).
Sinonime obligatorii sunt Rhodophyllus griseocyaneus a lui Lucien Quélet (1886), Hyporrhodius griseocyaneus a lui Joseph Schröter (1888) și Leptonia griseocyanea a lui Peter Darbishire Orton (1960),  dar, de asemenea, celelalte taxoane propagate precum variațiile descrise sunt autorizate (vezi infocaseta).  
Epitetul este derivat din cuvintele latine (latină grisens=gri, de culoarea perlei) și (latină cyaneus=azuriu, albastru ca apa [mării]),  datorită aspectului general.

## Descriere

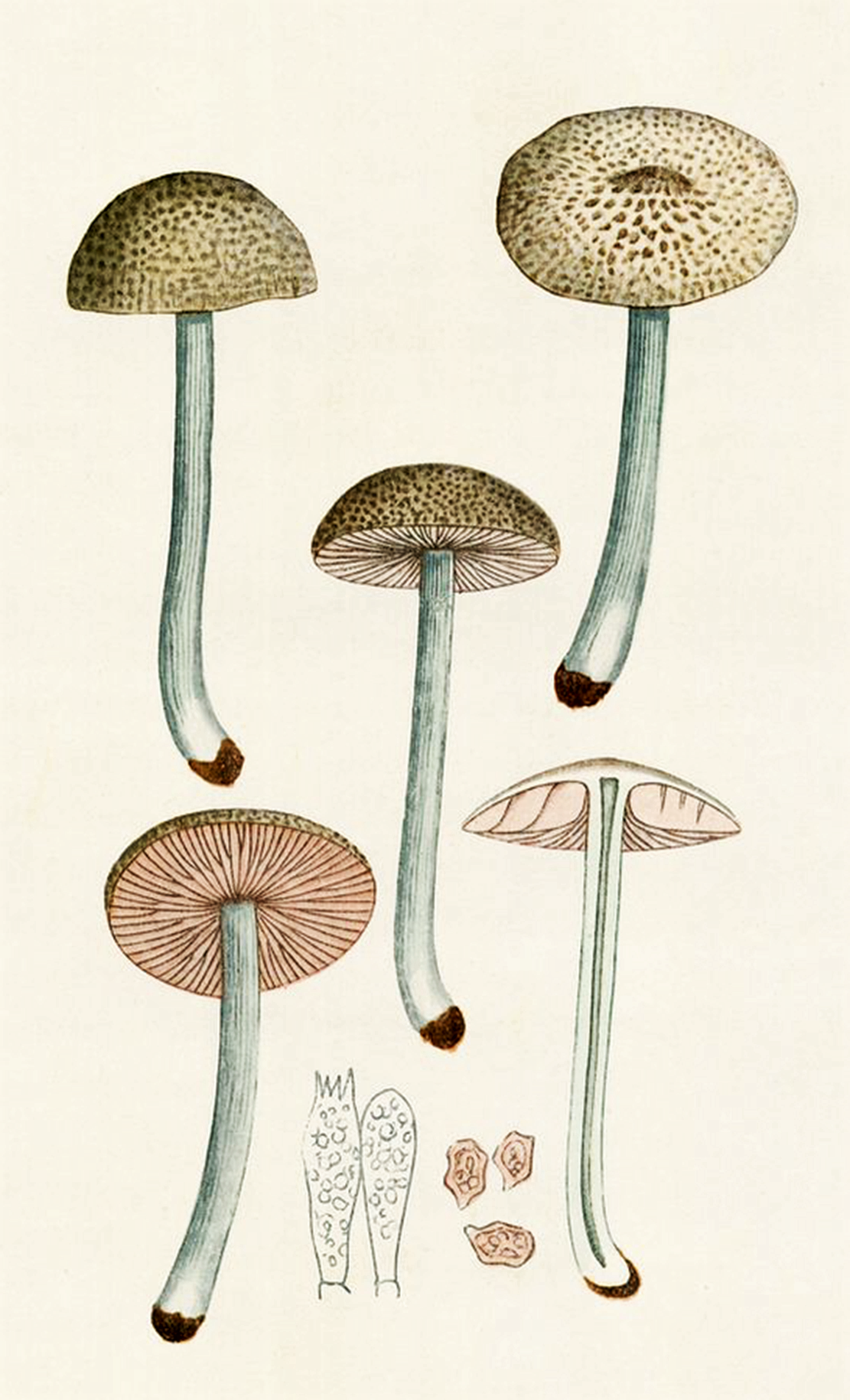
Bres.: Entoloma griseo-cyaneum

- Pălăria: destul de subțire și slab higrofană are un diametru de 3,5-4,5 (6) cm, este la început conică, nu ombilicală, apoi convexă, adesea cu centrul puțin afundat și cicatricial încrețit, marginea rămânând mereu netedă. Cuticula în vârf netedă este în rest fin până grosolan pâsloasă, uneori aproape cu un aspect brumat, fără caneluri. Coloritul în tinerețe foarte deschis gri-bej, devine cu timpul  mai mult gri-brun și în mijloc ceva mai închis.
- Lamelele: înghesuite și destul de groase, cu multe lameluțe intercalate de lungime diferită precum parțial bifurcate, ascendente și strâmt aderate la picior, sunt inițial crem-albicioase, mai târziu cu nuanțe puternice de roz, muchiile convexe fiind de culoarea lamelelor și netede.
- Piciorul: are o înălțime de 5-7 (8) cm și o grosime de 0,4-0,8 cm, este mai mult sau mai puțin cilindric, spre bază uneori puțin subțiat, fin fibros și gol pe dinăuntru. Suprafața la vârf albă cu un aspect de hârtie de șlefuit de altfel gri mediu și brumată fibros albicios, uneori cu nuanțe slab albăstruie, la bază parțial alb-pâsloasă, nu prezintă un inel și  nu se decolorează la atingere.
- Carnea: subțire și relativ friabilă este sub vârf apos gri-brună, în miez  albă și în picior gri deschis până gri-crem, mirosul fiind stătut aromatic ca de carne nu mai prea proaspătă, iar gustul slab de ciuperci și puțin amar.[3][4][5]
- Caracteristici microscopice: are spori rozalii sub-elipsoidali, hetero-dimetrici cu 5-9 colțuri obtuze în vedere laterală și una sau mai multe picături uleioase în centru, având o mărime de 9,7-10,7-11,6 x 5,9-6,6-7,3 microni. Pulberea lor este de un brun-roșiatic. Basidiile clavate cu 2-4 sterigme fiecare măsoară 40-45 x 10-12 microni. Cheilocistidele (elemente sterile situate pe muchia lamelor) lipsesc. Pileocistidele (elemente sterile de pe suprafața pălăriei) cu hife de  peste 10 µm grosime sunt intacte, în apropierea creștetului un trichoderm cu celule terminale cilindrice, zvelt până lat cuneiforme, foarte voluminoase, cele mai mari cu o dimensiune de 100-200 x 30-50 microni, cu o pigmentație intracelulară complet discretă, foarte palidă, nici încrustată, nici vidă sau granulară și fără cleme. Caulocistidele (cistide situate la suprafața piciorului) au o structură clar trichodermă, și hife de obicei dispuse în lanț precum celule terminale, clar erecte, cilindrice cu un vârf rotunjit de aproximativ 25-50 µm lungime și 6-8 µm lățime.[13][14]
- Reacții chimice: nu sunt cunoscute.[15]

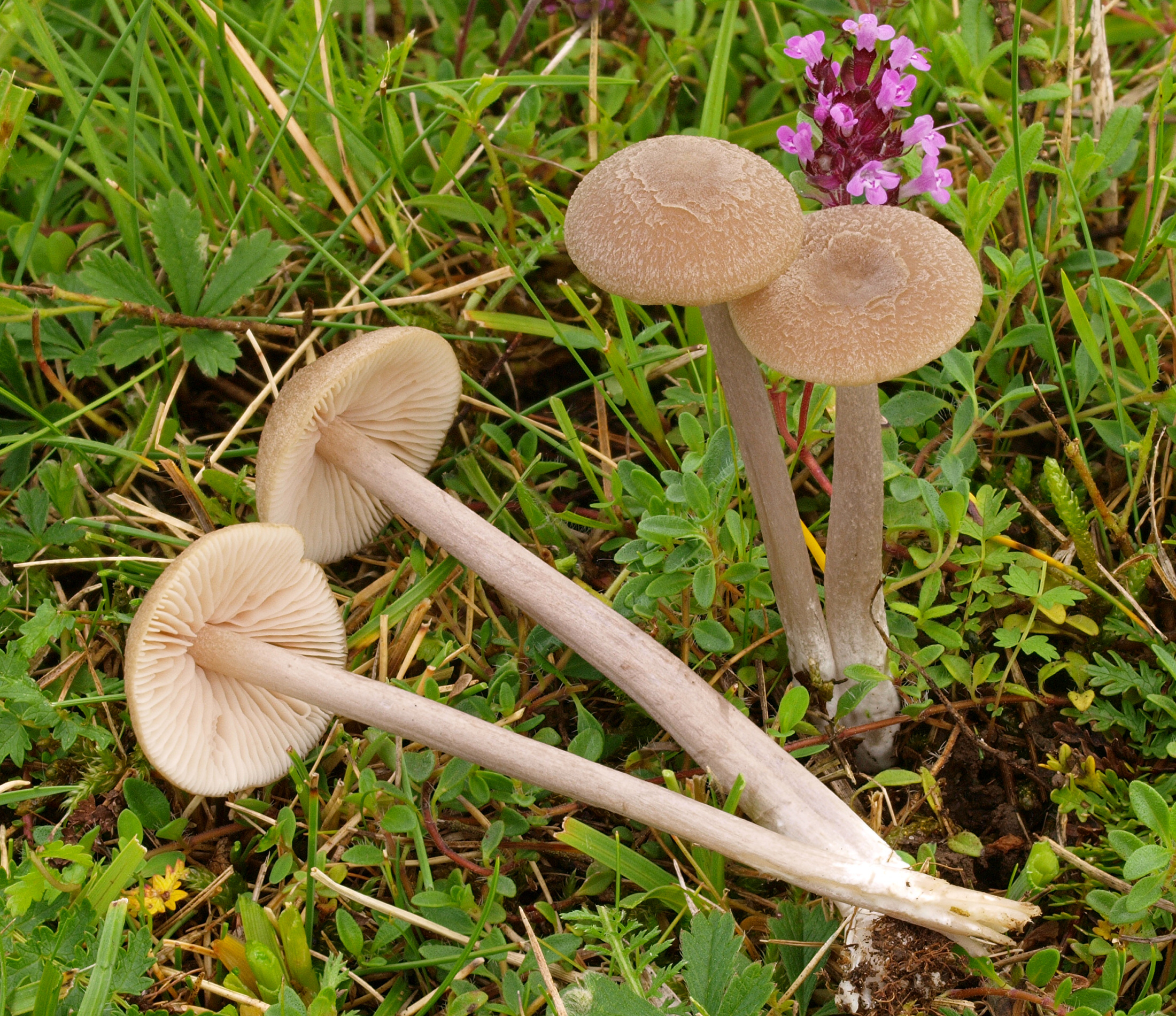
E. griseocyaneum: pălărie, lamele și picior

## Confuzii
Buretele poate fi confundat preponderent cu specii necomestibile sau toxice ale aceluiași gen, cum sunt între altele: Entoloma cetratum (otrăvitor), Entoloma conferendum sin. Entoloma staurosporus (probabil toxic), Entoloma excentricum (necomestibil), Entoloma hiemale (necomestibil), Entoloma jubatum (necomestibil), Entoloma mougeotii (necomestibil), Entoloma rhodopolium (otrăvitor), Entoloma sepium (comestibil, crește sub porumbar), Entoloma sordidulum (otrăvitor), sau Entoloma undatum (necomestibil), dar și cu bureți a altelor genuri, ca de exemplu Tricholoma inamoenum (necomestibil). Foarte periculoasă este confuzia cu specii din genul Inocybe, toate fiind grav toxice până letale, cum ar fi: Inocybe asterospora (foarte otrăvitoare, posibil letală), Inocybe cookei, Inocybe corydalina (necomestibilă, foarte slab otrăvitoare), Inocybe erubescens sin. Inocybe patouillardi (letal), Inocybe grammata (otrăvitor), Inocybe napipes (otrăvitor, carnea tăiată devine ușor maronie, crește mai târziu), Inocybe rimosa sin. Inocybe perlata, Inocybe splendens (foarte otrăvitor) sau Inocybe squamata (foarte otrăvitor).

## Specii asemănătoare în imagini

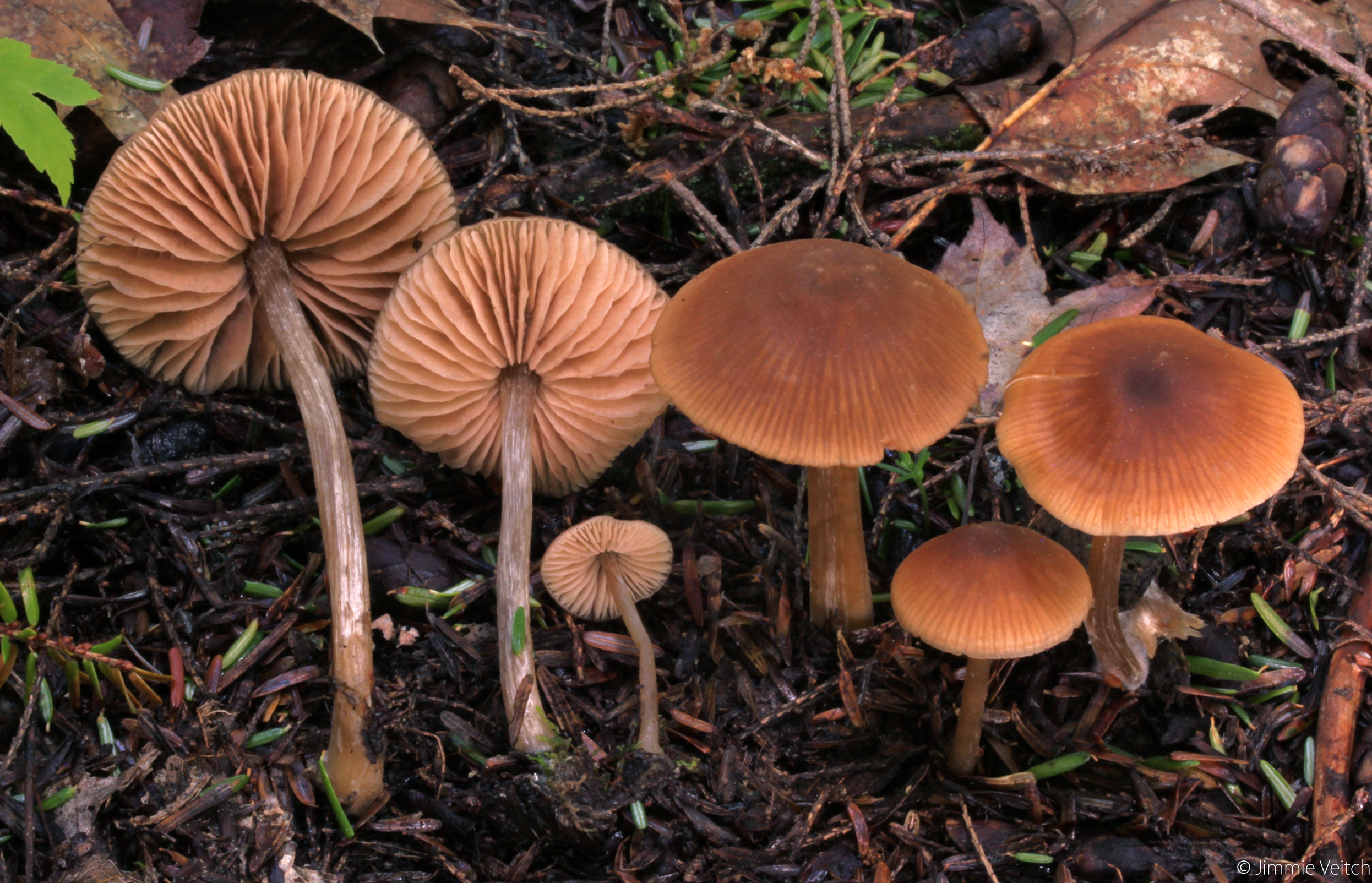
!!Entoloma cetratum!!
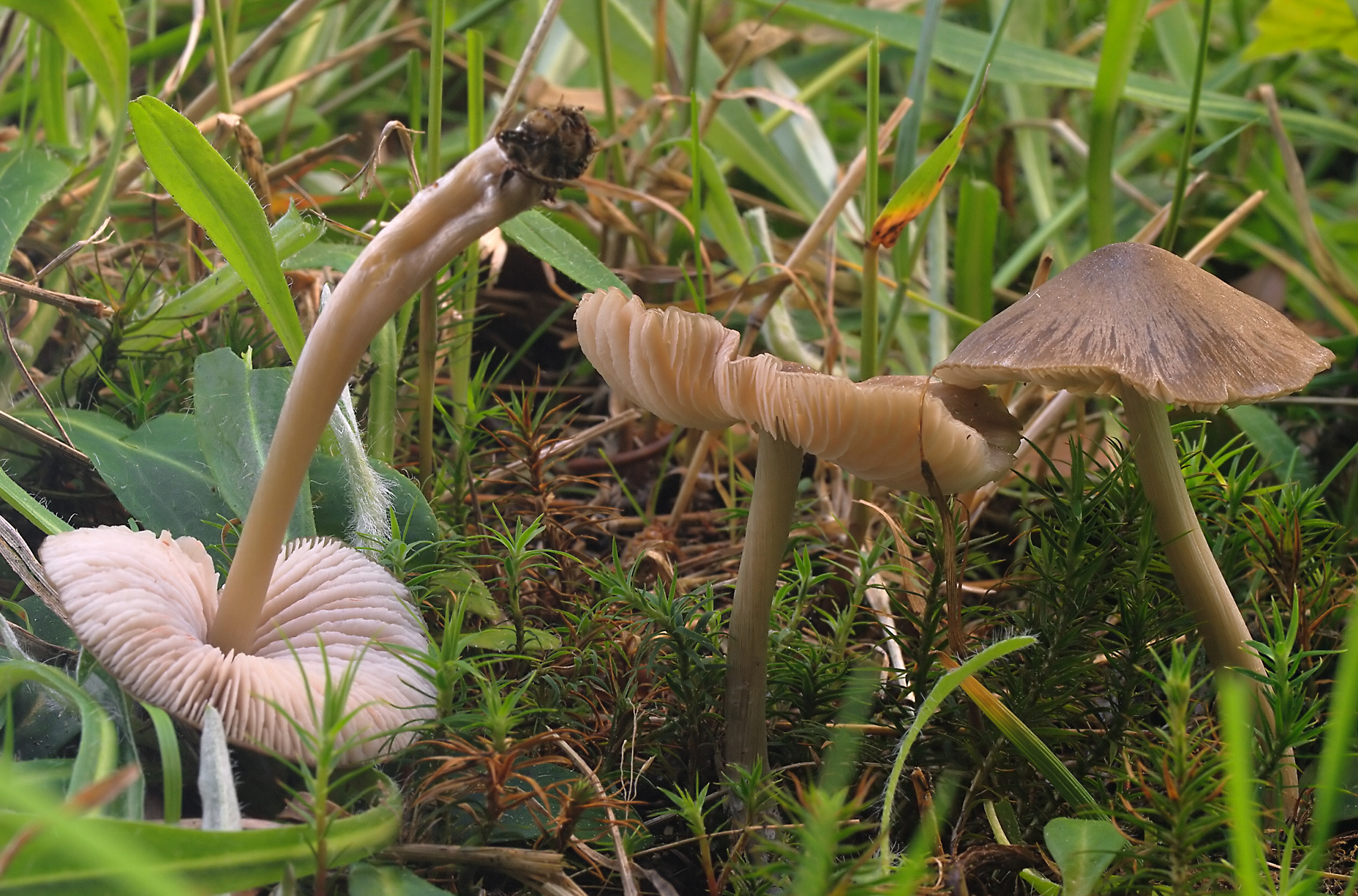
!!Entoloma conferendum!!
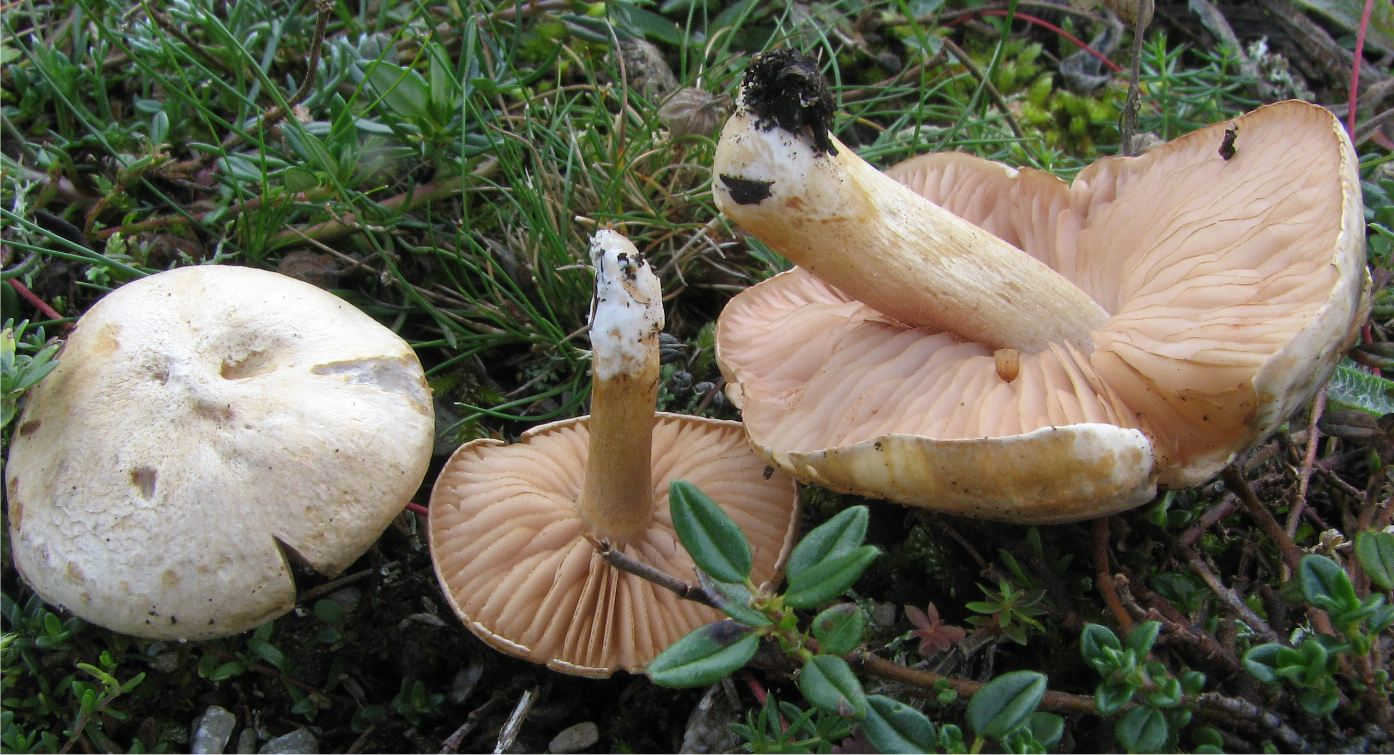
!Entoloma excentricum!
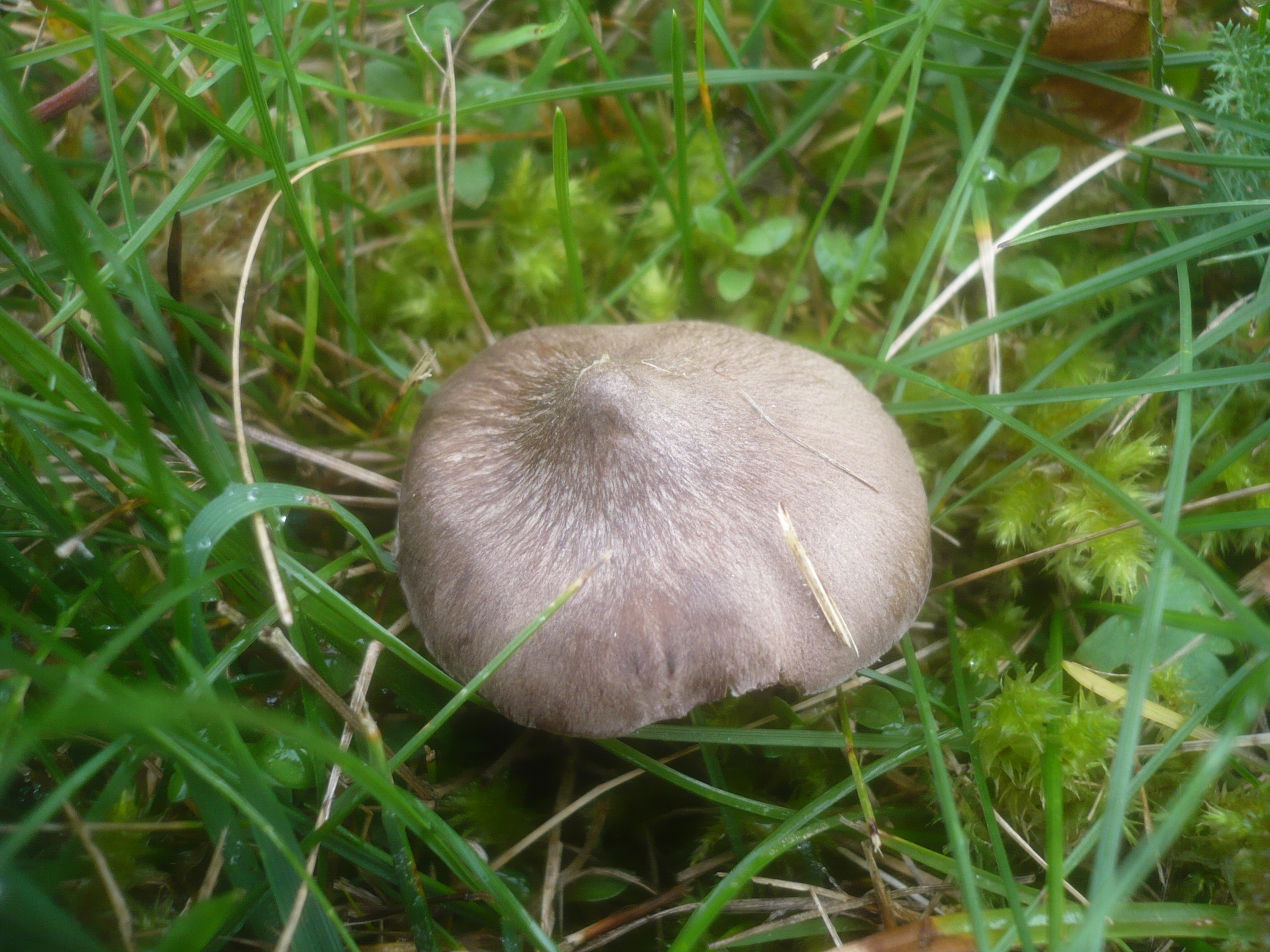
!Entoloma jubatum!
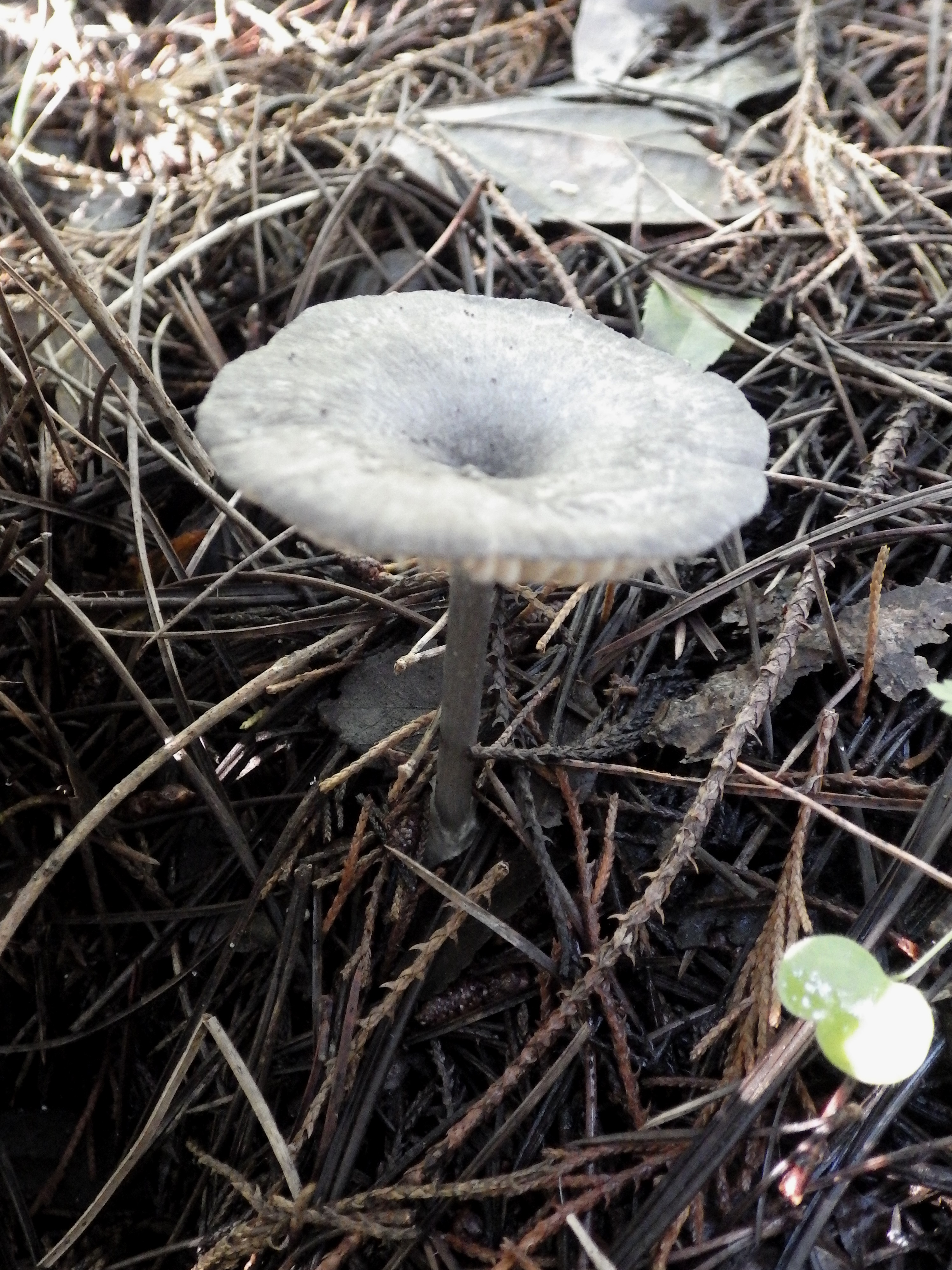
!Entoloma mougeotii!
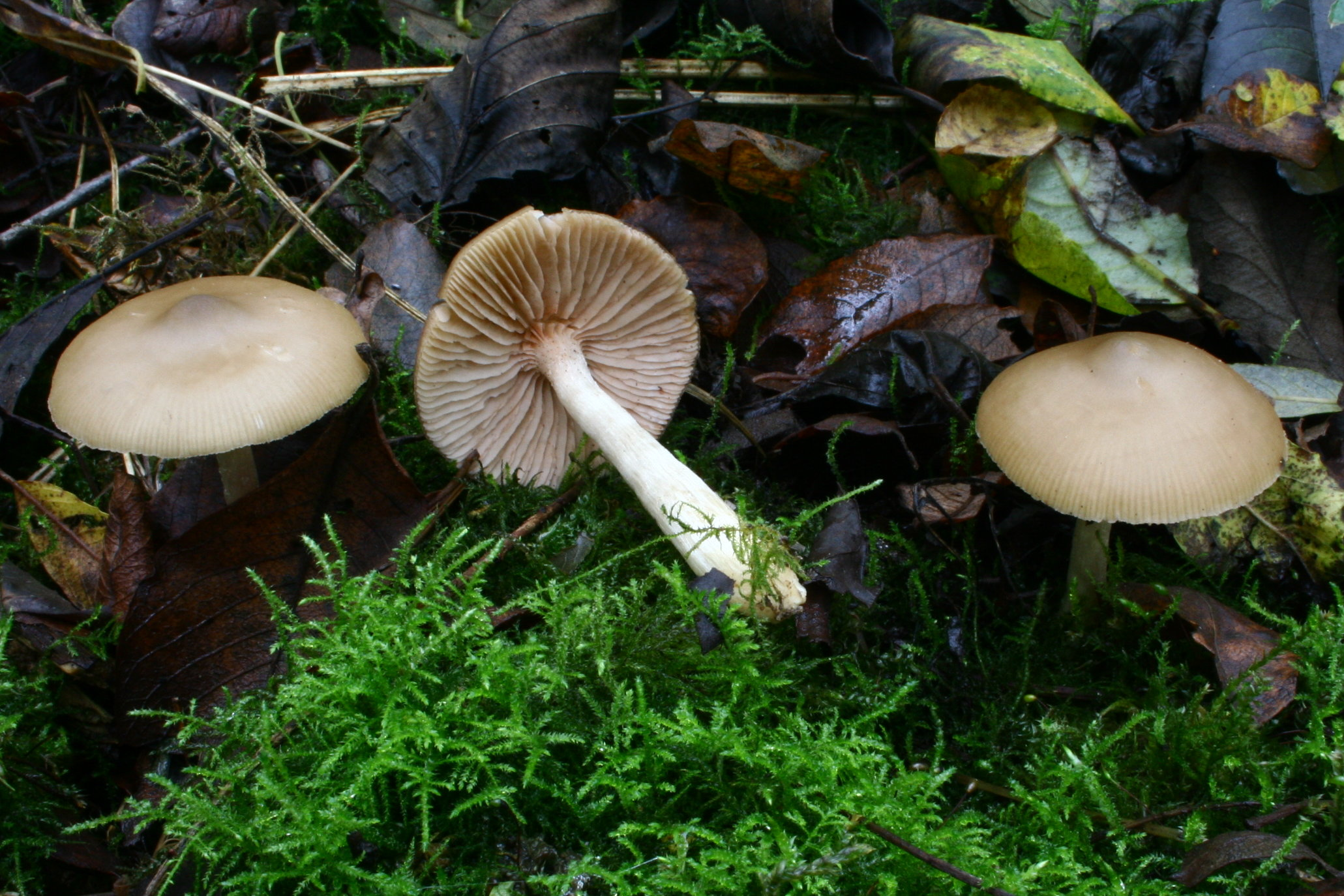
Entoloma rhodopolium
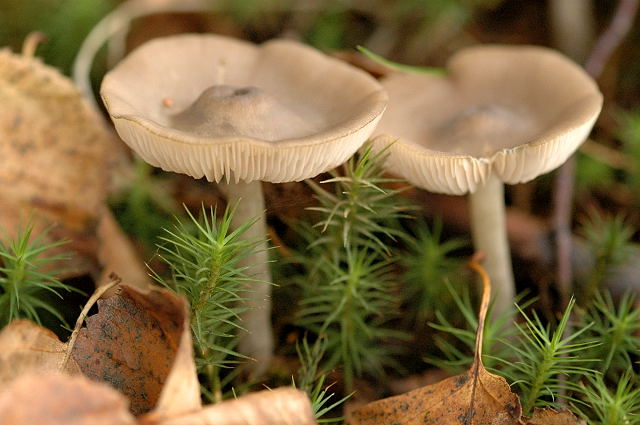
!!Entoloma sordidulum!!
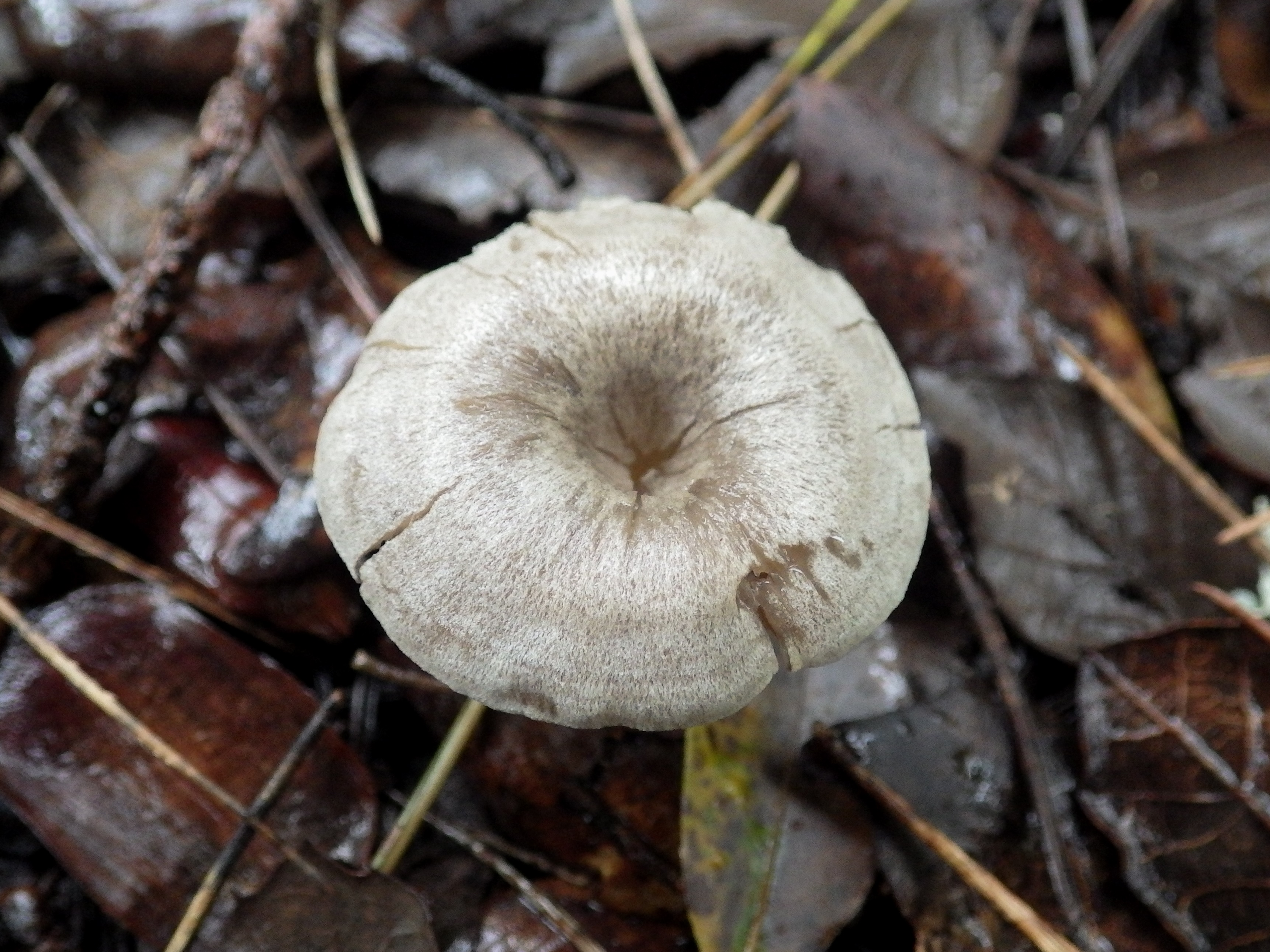
!Entoloma undatum!
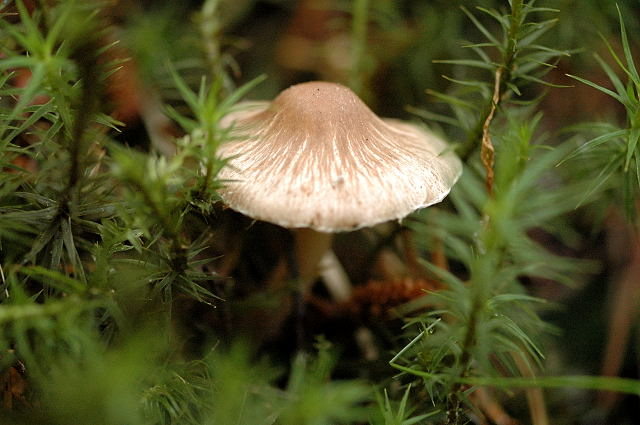
!!!Inocybe asterospora!!!

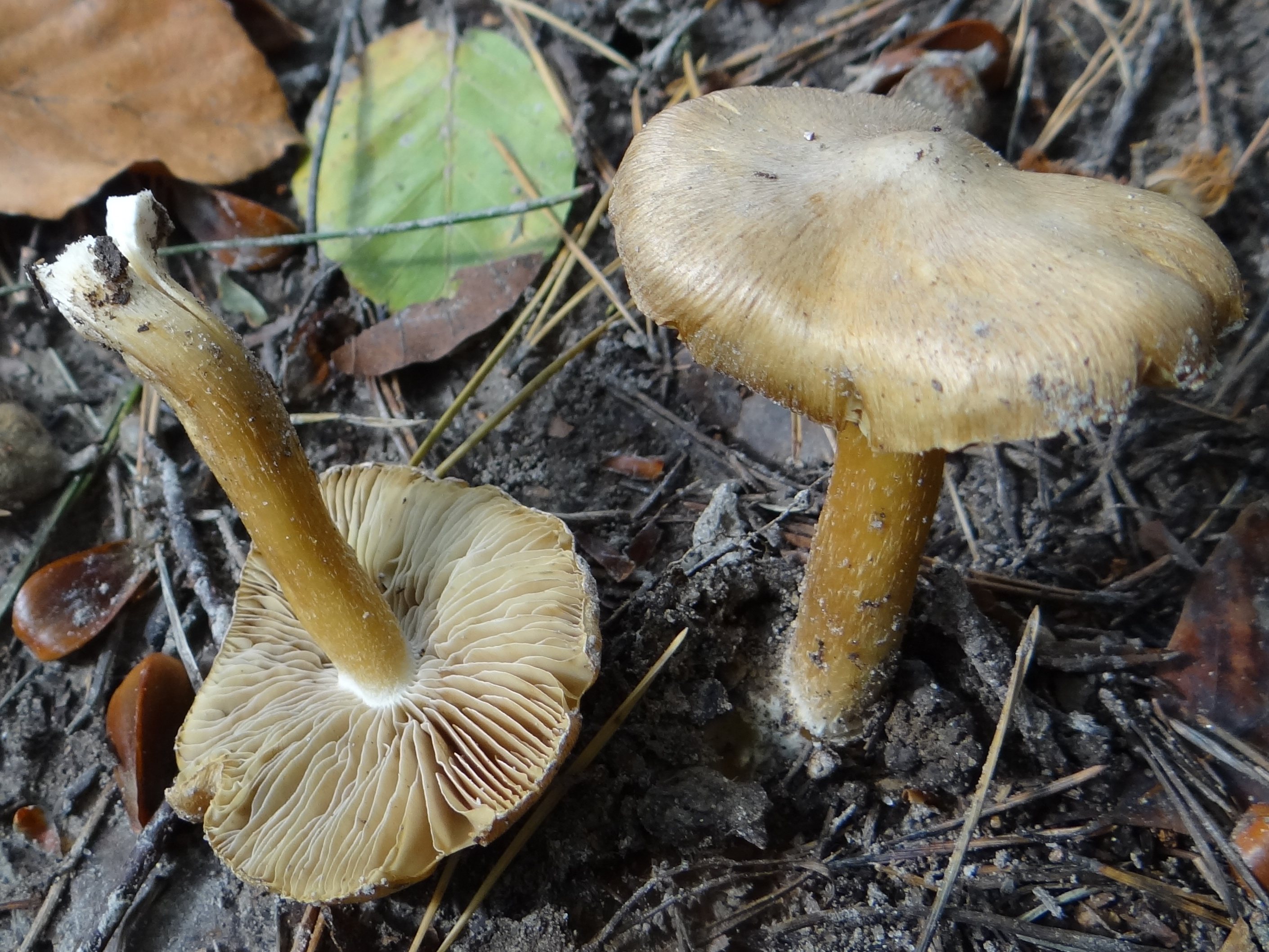
!!Inocybe cookei!!
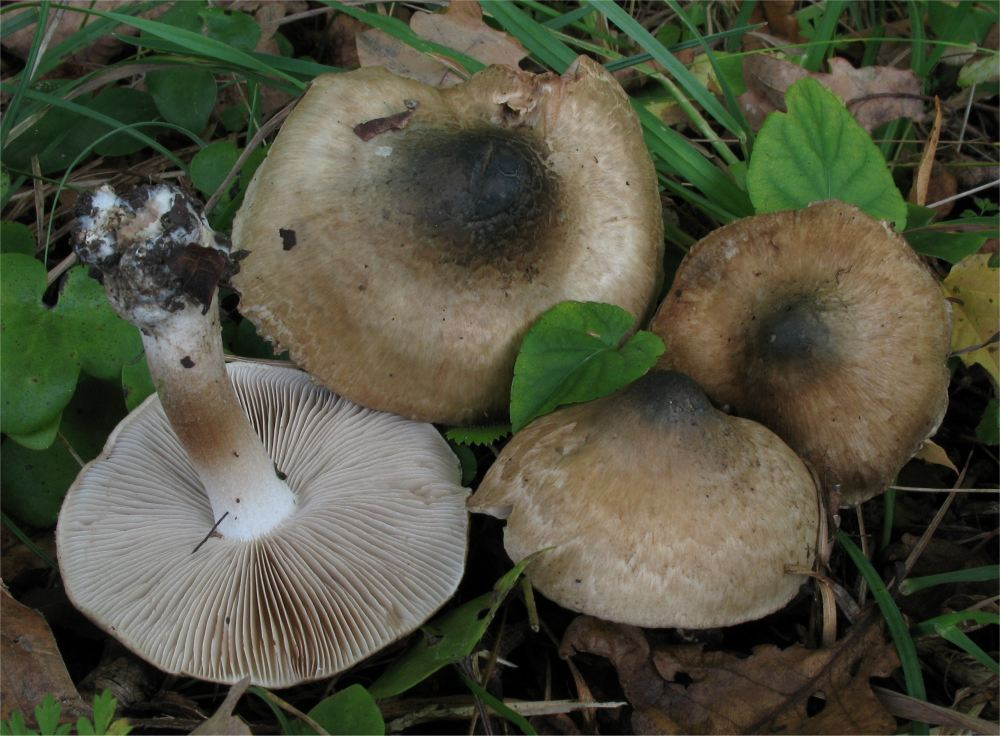
!Inocybe corydalina!
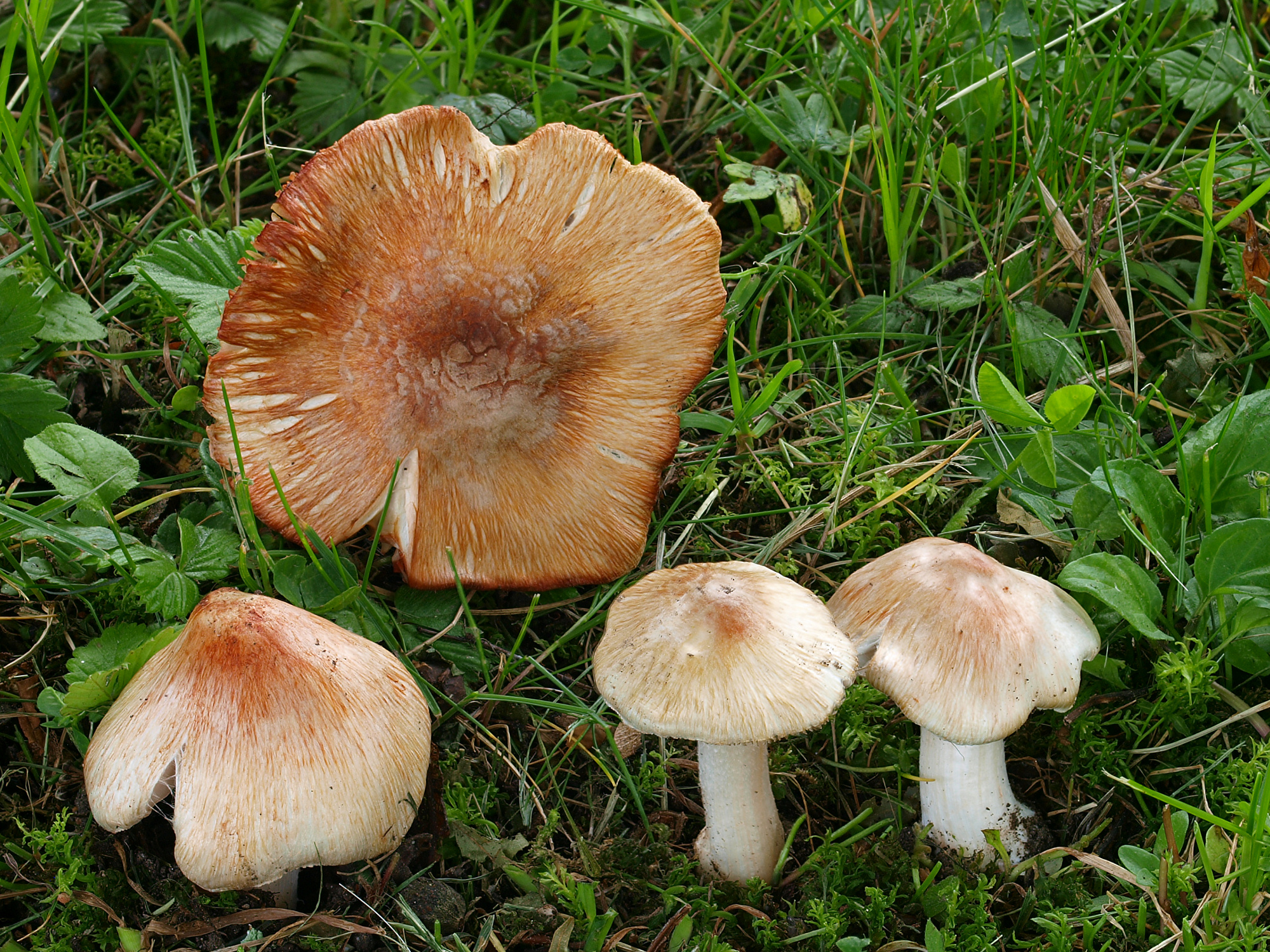
!!!Inocybe erubescens!!!
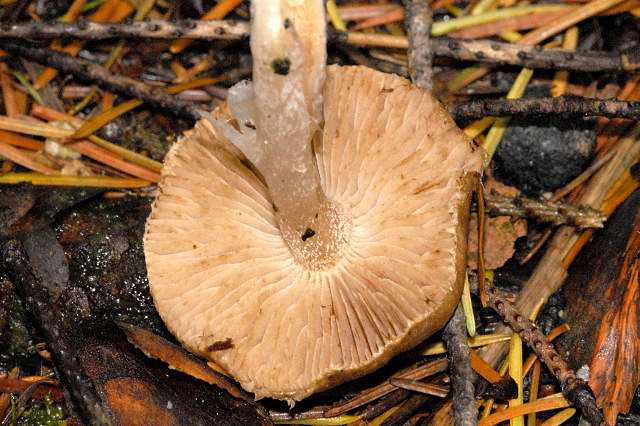
!!Inocybe.grammata!!
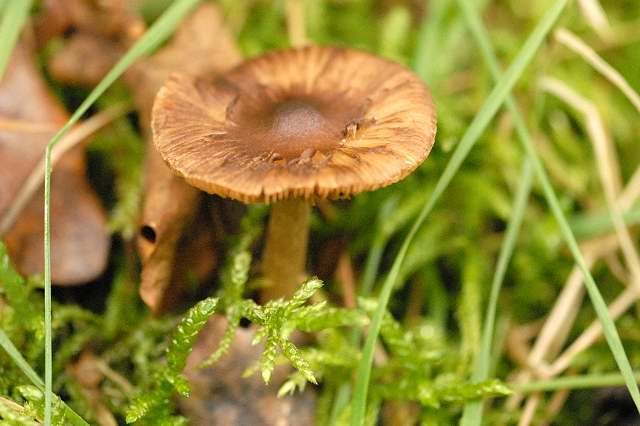
!!Inocybe.napipes!!
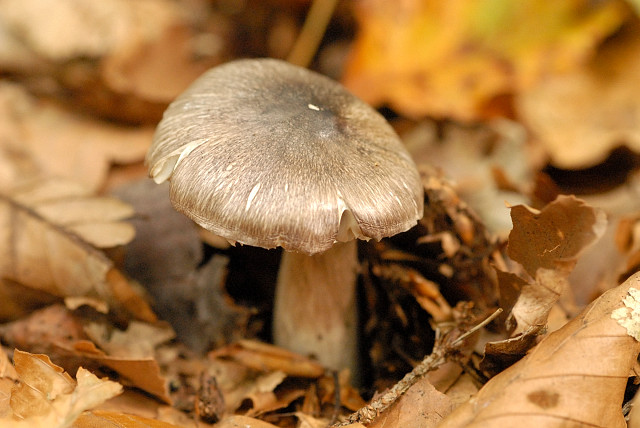
!!Inocybe.splendens!!
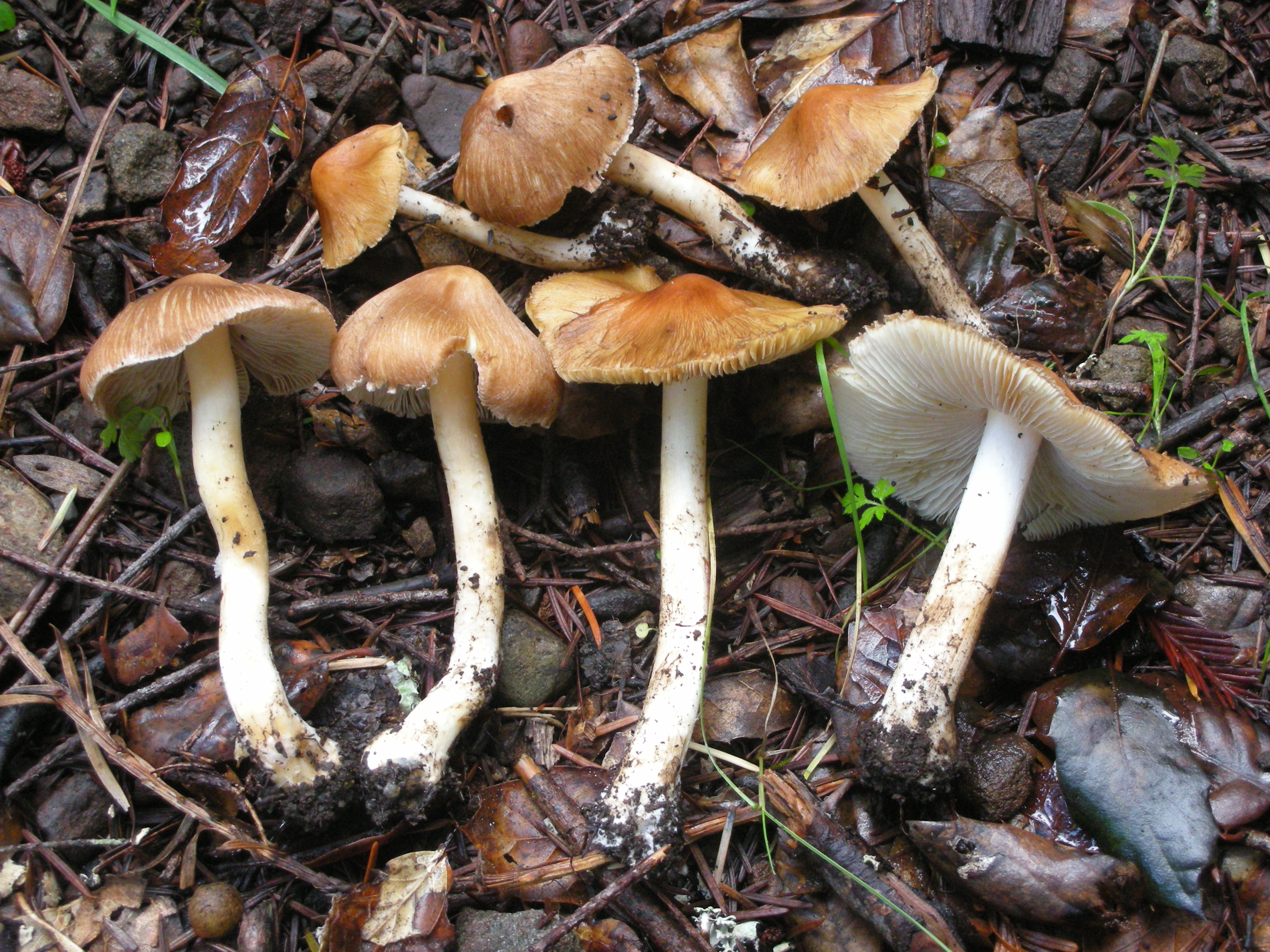
!!! Inocybe rimosa sin. perlata !!!
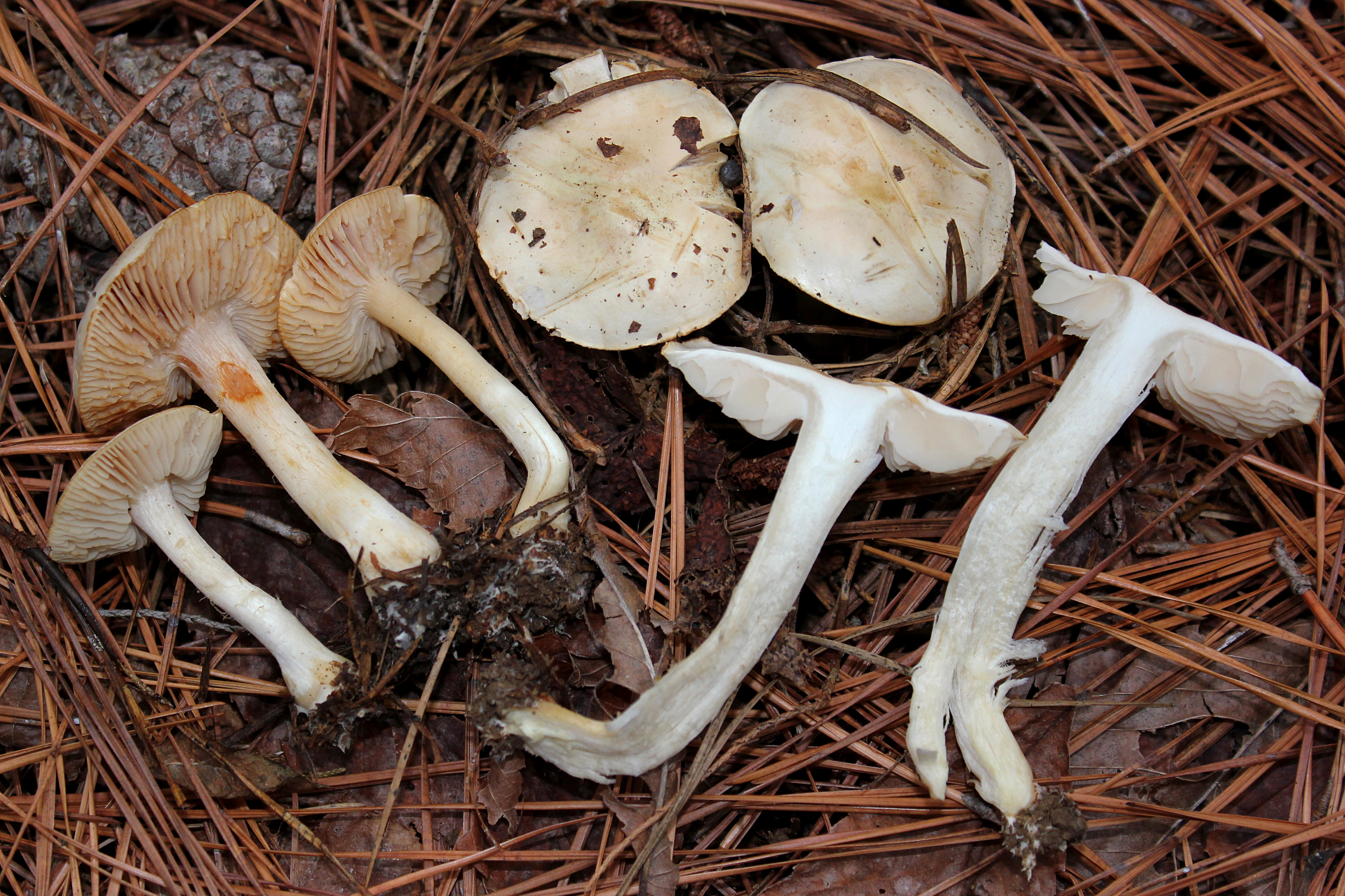
!Tricholoma inamoenum!

## Valorificare
Ciuperca nu este otrăvitoare, dar din cauza mirosului, a calității cărnii precum al gustului nu neapărat plăcut, nu este comestibilă. Mai departe, specia, fiind rară, ar trebui să fie cruțată și lăsată la loc. 